# Tunel Mrázovka
Tunel Mrázovka je silniční tunel pod stejnojmenným vrchem v Praze na Smíchově. Je dlouhý 1260 m a byl otevřen 26. srpna 2004.
Na severní straně mostem přes Plzeňskou ulici navazuje na Strahovský tunel a mimoúrovňovou křižovatkou je propojen s ulicemi Plzeňská a Vrchlického.
Jízdní směry jsou umístěny v samostatných troubách. Od severu má tunel v každém směru tři jízdní pruhy. Pod kopcem se tunel větví, jeden jízdní pruh ve směru od severu odbočuje samostatným tunelem k vyústění do Radlické ulice, z Radlické ulice vede druhá tunelová trouba s jedním jízdním pruhem, která se připojuje k hlavnímu tunelu ve směru k severu. Tato podzemní mimoúrovňová křižovatka umožňuje propojení Radlic a Jihozápadního Města s centrem Smíchova a s oblastí Břevnova. Obě trouby hlavního tunelu, mající již jen dva jízdní pruhy v každém směru, podjíždějí ulici Radlickou a vyúsťují rozpletem do Dobříšské ulice směrem ke Zlíchovu. Další větve rozpletu tvoří nájezd a sjezd k ulici Radlické, nadzemní část této mimoúrovňové křižovatky.
Tunel Mrázovka je společně se Strahovským a Zlíchovským tunelem součástí západní části Městského okruhu. Německý automotoklub ADAC jej v dubnu 2007 zařadil mezi nejbezpečnější v Evropě, v žebříčku 51 tunelů obsadil třetí příčku.

## Výstavba
Tunel Mrázovka byl od 80. let 20. století plánován jako součást vnitřního okruhu Prahou v rámci tzv. systému ZÁKOS. Byl ražen v letech 1999 až 2004 novou rakouskou tunelovací metodou (především z důvodů složitosti vedení jednotlivých trub), u výjezdu z jižní i severní strany jsou krátké úseky hloubené. Ražbou tunelu bylo ovlivněno přes 70 budov různých typů a konstrukcí, které byly staré 70 až 110 let. Aby nedošlo k jejich poškození, bylo podloží pod nimi zpevněno injektáží.

## Cena
Tunel měl původně stát 4,3 miliardy Kč. Náklady nakonec činily, včetně stavby Zlíchovského tunelu, 7,15 miliard Kč.

## Fotogalerie

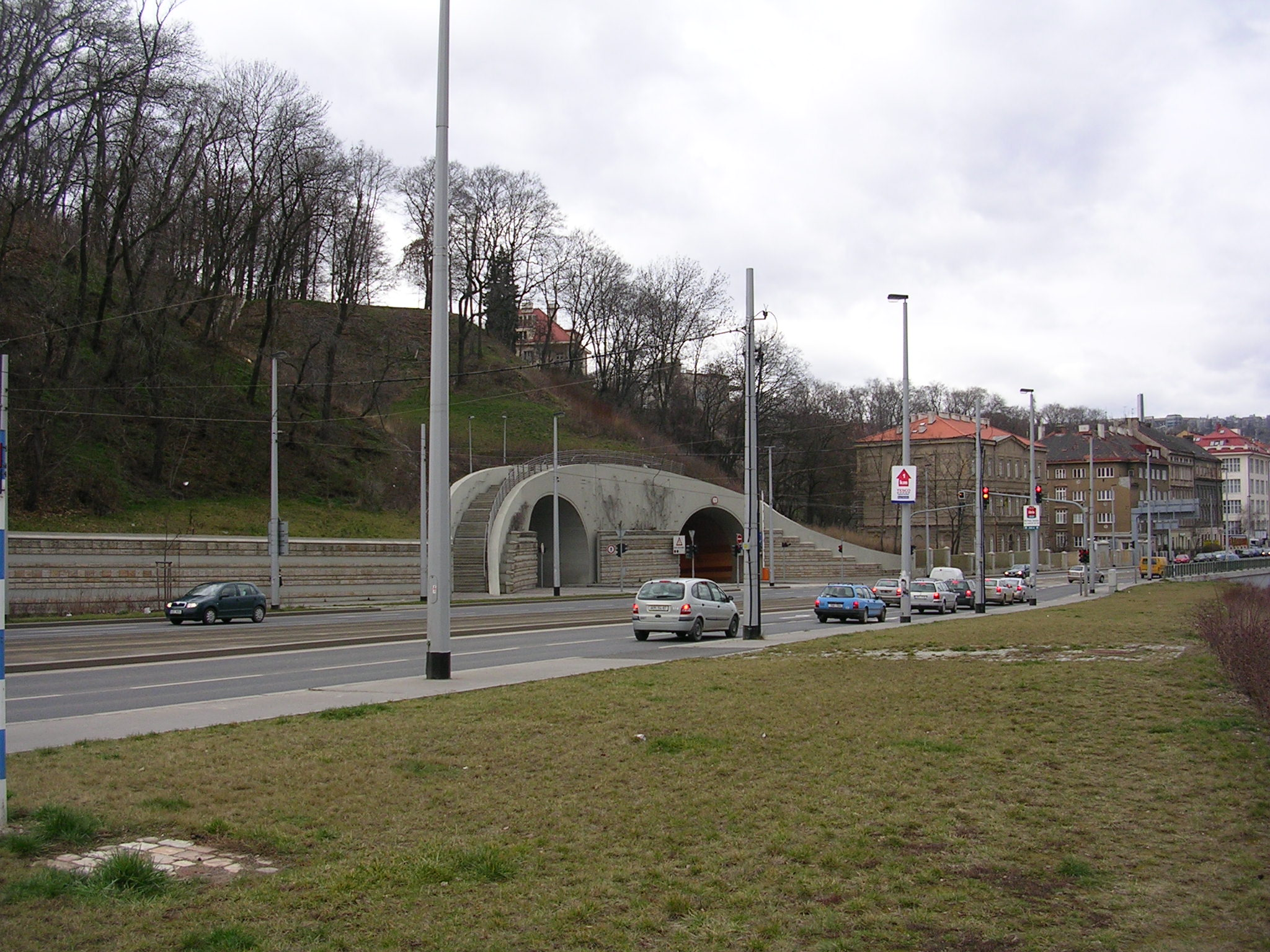
Vjezd do odbočky tunelu z Radlické ulice
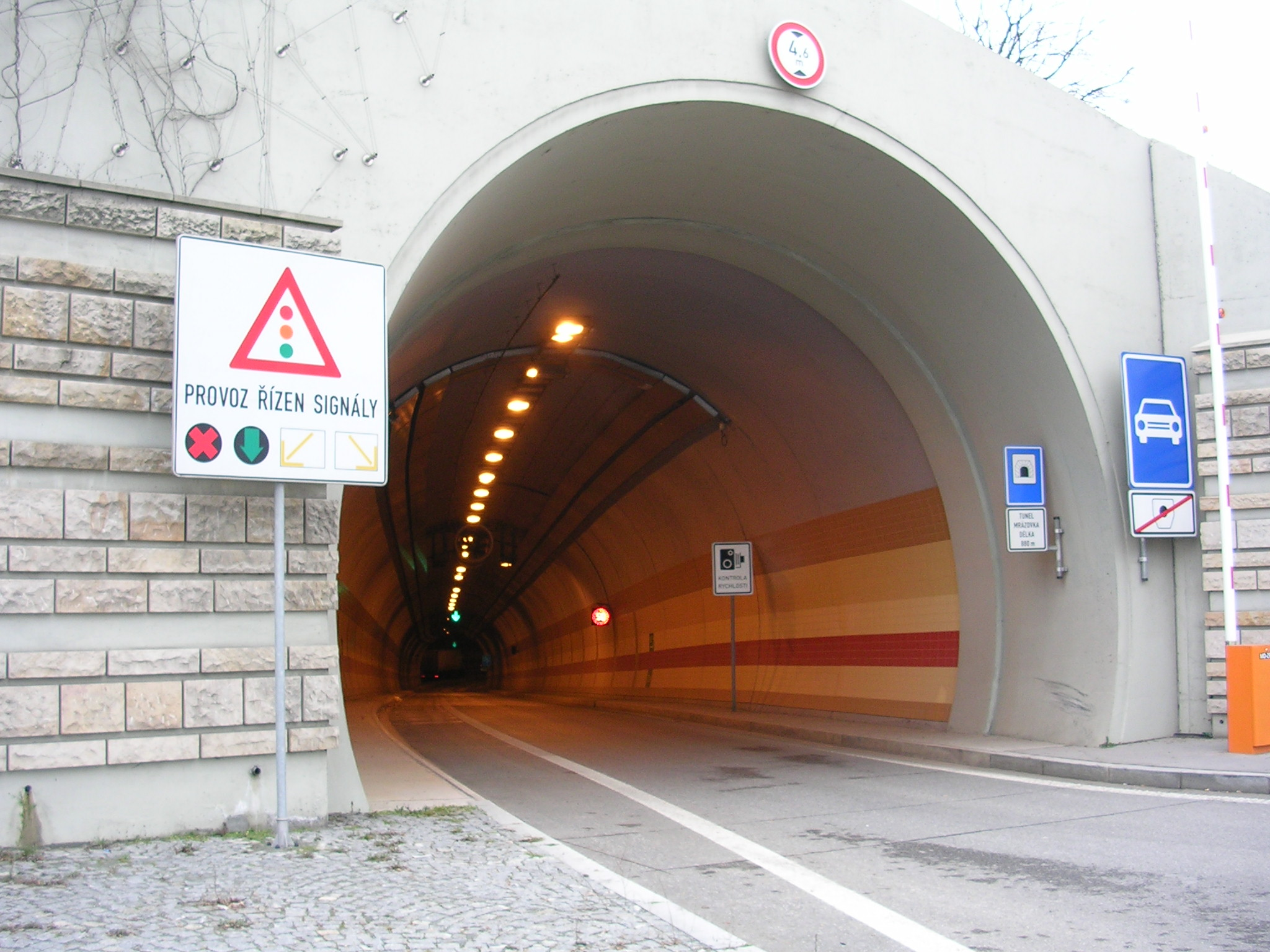
Vjezd do odbočky tunelu z Radlické ulice
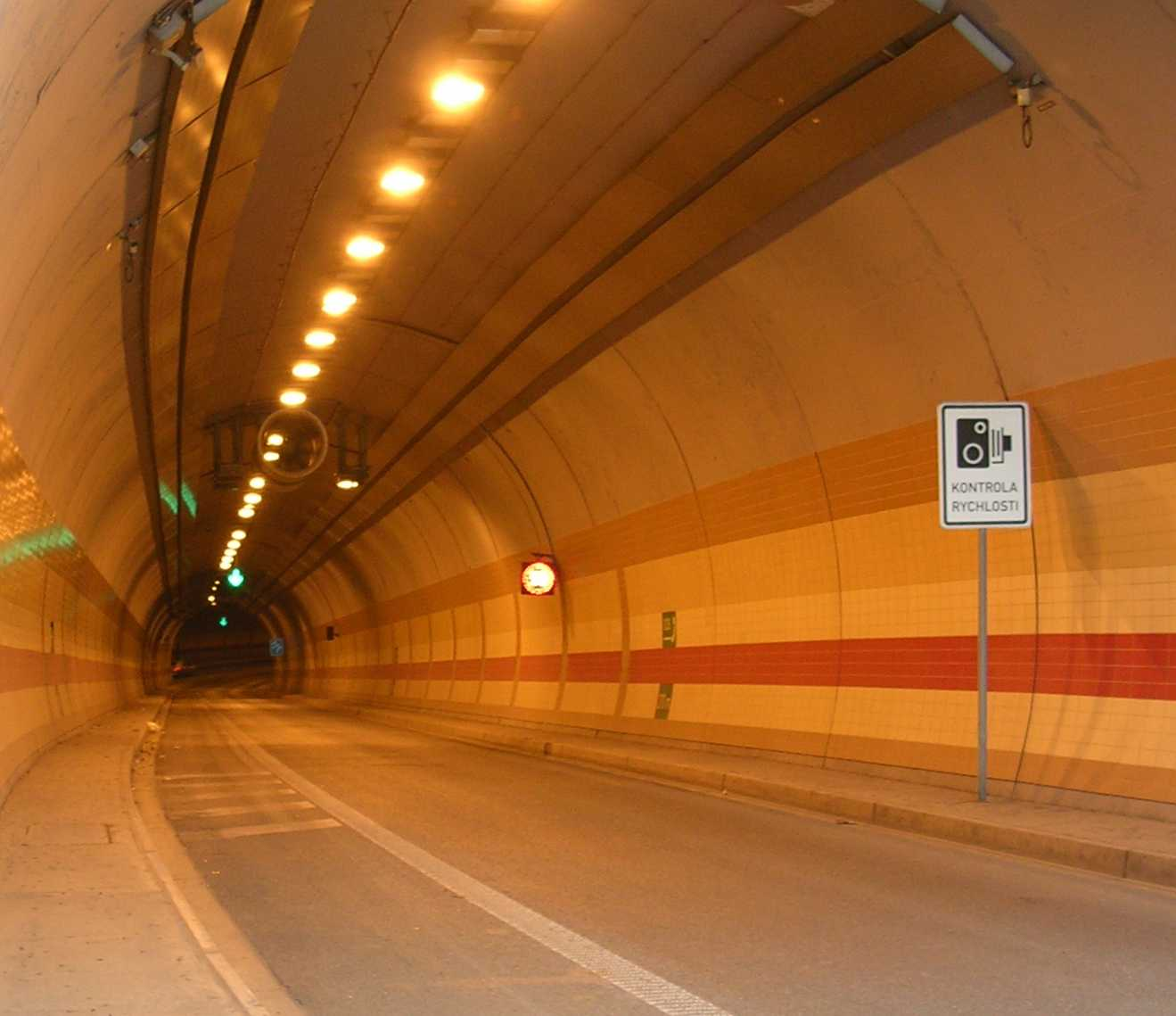
Vjezd do odbočky tunelu z Radlické ulice
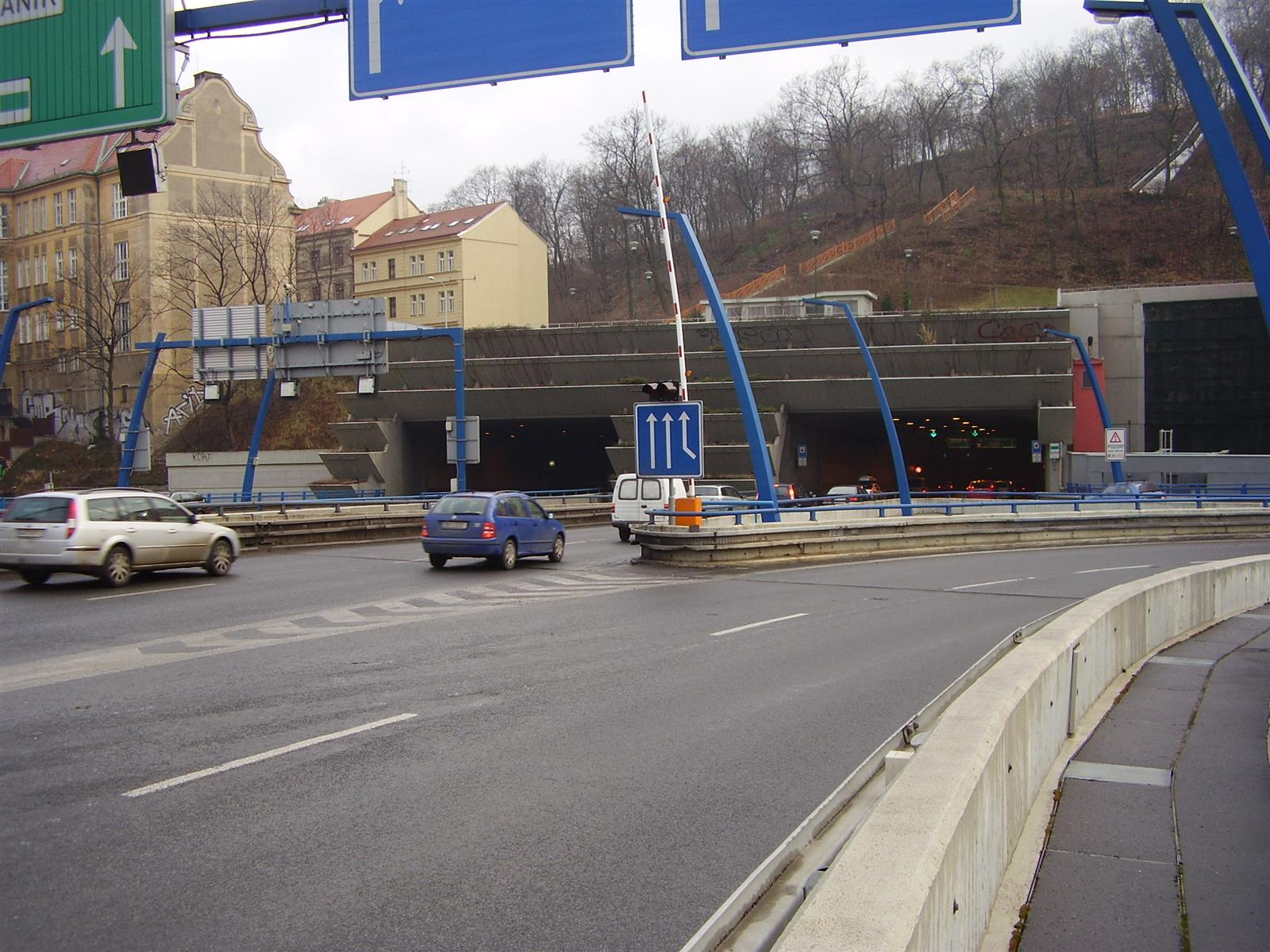
Vjezd do tunelu Mrázovka u mimoúrovňové křižovatky s Plzeňskou
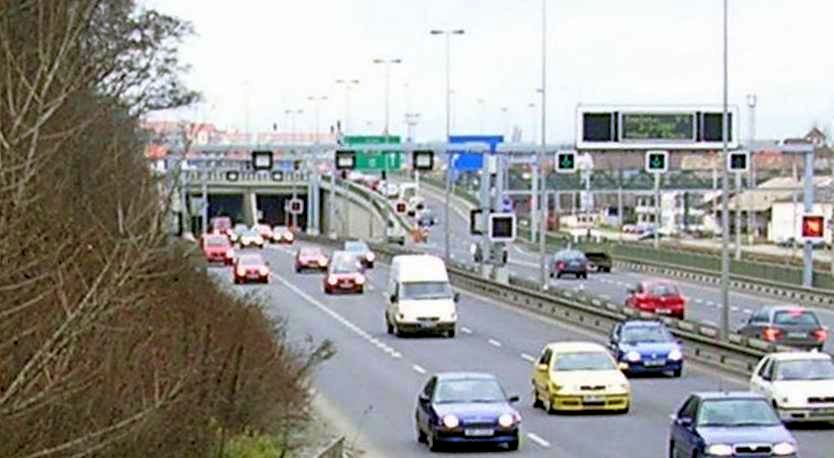
Rozplet v napojení na ulici Dobříšskou